# Arkadiusz Jędrych
Arkadiusz Jędrych (ur. 27 maja 1992 w Pruszkowie) – polski piłkarz, występujący na pozycji środkowego obrońcy w ekstraklasowym klubie GKS Katowice, którego zespołu jest kapitanem.

## Kariera klubowa
Od dnia 29 stycznia 2019 roku nieprzerwanie występuje w barwach GKS-u Katowice, trzykrotnie przedłużając obowiązujący go kontrakt.

## Wyróżnienia
Indywidualne
- Plebiscyt Polskiego Związku Piłkarzy:
  - Drużyna sezonu I ligi: 2023/24